# Gällsjön (Ullareds socken, Halland)
Gällsjön är en sjö i Falkenbergs kommun i Halland och ingår i Ätrans huvudavrinningsområde.